# ريتشارد ر. لي
ريتشارد ر. لي (بالإنجليزية: Richard R. Lee)‏ هو مقدم تلفزيوني أمريكي، ولد في 6 أغسطس 1966 في سان فرانسيسكو في الولايات المتحدة.

## وصلات خارجية
- ريتشارد ر. لي على موقع IMDb (الإنجليزية)
- ريتشارد ر. لي على موقع قاعدة بيانات الفيلم (الإنجليزية)